# Selim
Selim – imię męskie pochodzenia tureckiego, pochodzi od arabskiego imienia Salim, co oznacza „bezpieczny”.

## Znani ludzie
- Selim I Groźny
- Selim II
- Selim III
- Selim Chazbijewicz
- Selim I Girej
- Selim Benachour
- Piotr Selim
- Selim – pseudonim poety Władysława Bukowińskiego